# Huygensův princip

Lom vlnění, jak ho popisuje Huygensův princip.

Difrakce, jak ji popisuje Huygensův princip.

Huygensův princip popsaný Christianem Huygensem popisuje jednu z představ o šíření vlnění.
Předpokládá, že v každém okamžiku lze každý bod na čele šířící se vlny chápat jako nový zdroj elementárního vlnění (sekundárních vln). Nový tvar čela vlny v čase o malý okamžik pozdějším lze pak určit jako vnější obálku všech elementárních vln, šířících se z těchto zdrojů.

## Huygensův–Fresnelův princip
Huygensův princip není zcela správný, neboť podle něj by se například vlna procházející vzduchem či vodou ze všech bodů vracela zpět do zdroje, aniž by se odrazila od nějaké překážky. Huygensovy představy doplnil francouzský fyzik Augustin-Jean Fresnel. Upřesněný Huygensův–Fresnelův princip doplňuje původní představu o interferenci sekundárních vln a zavádí tzv. inklinační faktor
{\displaystyle K(\theta )={\frac {1}{2}}(1+\cos \theta )},
kde {\displaystyle \theta } je odchylka od původního směru šíření.
Každý bod vlnoplochy, v němž existuje vazba, a do něhož v určitém okamžiku dospělo postupné vlnění izotropního prostředí, můžeme pokládat za zdroj elementárního vlnění, které se z něho šíří v elementárních vlnoplochách. Celková vlnoplocha v dalším časovém okamžiku je vnější obálka všech elementárních vlnoploch a kolmice na ni jednoznačně určuje směr šíření.

## Využití
Díky Huygensovu principu můžeme zkonstruovat vlnoplochu v určitém okamžiku, je-li známá její poloha a tvar v některém předcházejícím okamžiku. Lze také podle něj odvodit princip odrazu a lomu vlnění.